# Montreuil-sous-Pérouse
Montreuil-sous-Pérouse ist eine Gemeinde im französischen Département Ille-et-Vilaine in der Bretagne. Sie gehört zum Kanton Vitré im Arrondissement Fougères-Vitré. 

## Lage
Sie grenzt im Norden an Taillis, im Osten an Balazé, im Süden an Vitré, im Südwesten an Pocé-les-Bois und Champeaux und im Nordwesten an Landavran. Die Cantache, ein Nebenfluss der Vilaine, passiert Montreuil-sous-Pérouse und bildet an der westlichen Gemeindegrenze den Stausee namens Plan d’Eau de la Cantache. Dieser nimmt auch den Zufluss Pérouse auf.

## Bevölkerungsentwicklung
| Jahr      | 1962 | 1968 | 1975 | 1982 | 1990 | 1999 | 2006 | 2013 |
| --------- | ---- | ---- | ---- | ---- | ---- | ---- | ---- | ---- |
| Einwohner | 505  | 509  | 559  | 798  | 889  | 928  | 1027 | 1029 |

## Sehenswürdigkeiten

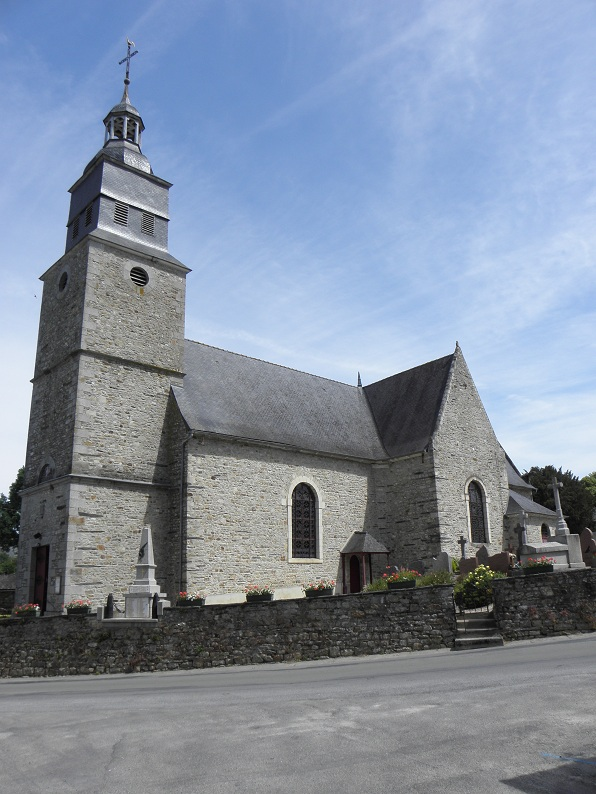
Kirche Saint-Pierre et Saint-Paul
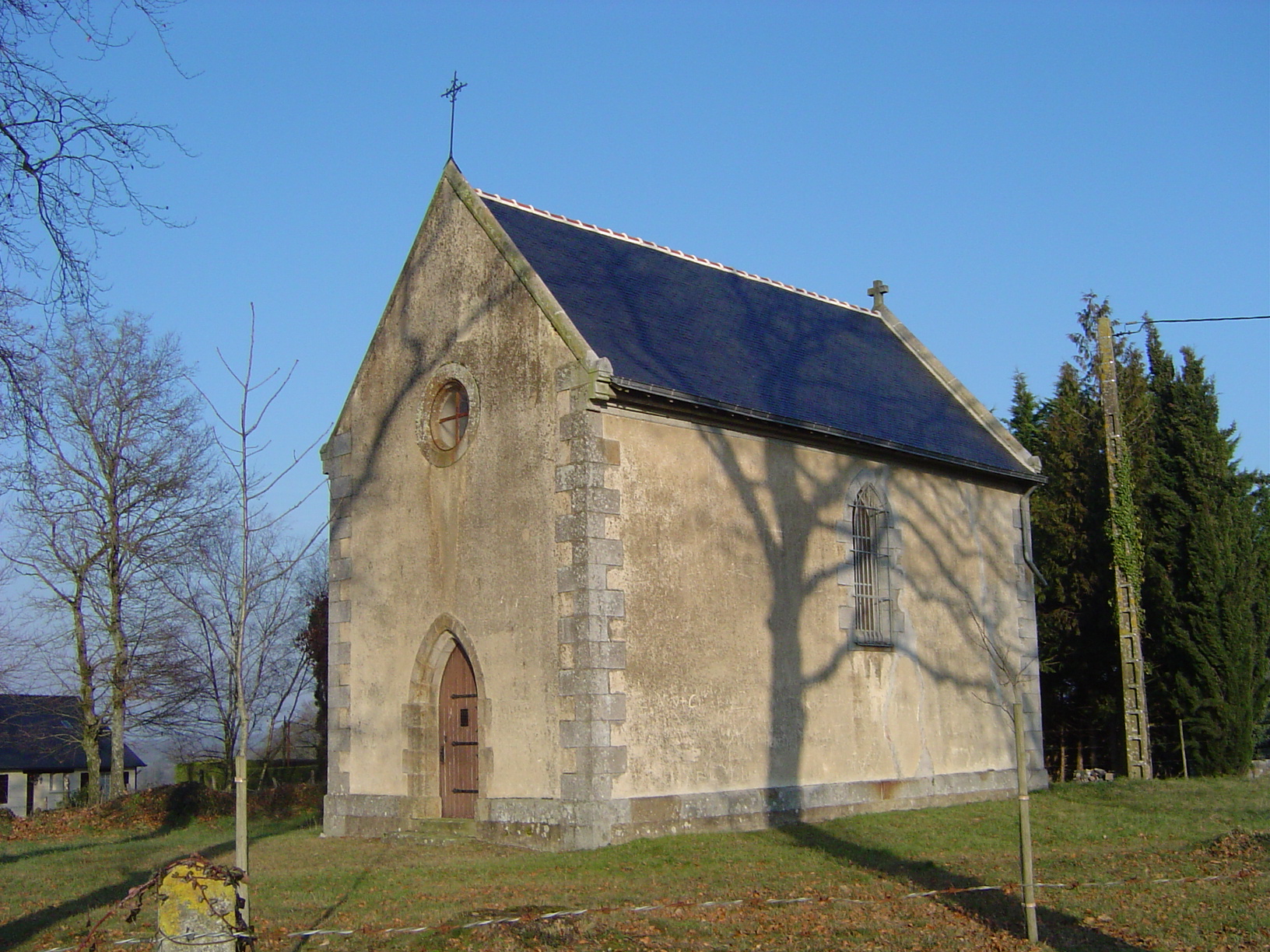
La Chapelle de Pérouse
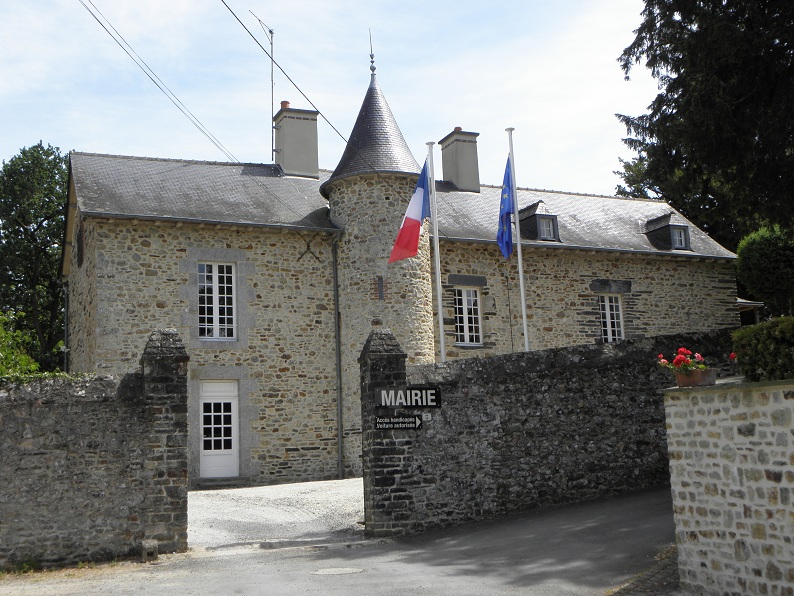
Mairie Montreuil-sous-Pérouse
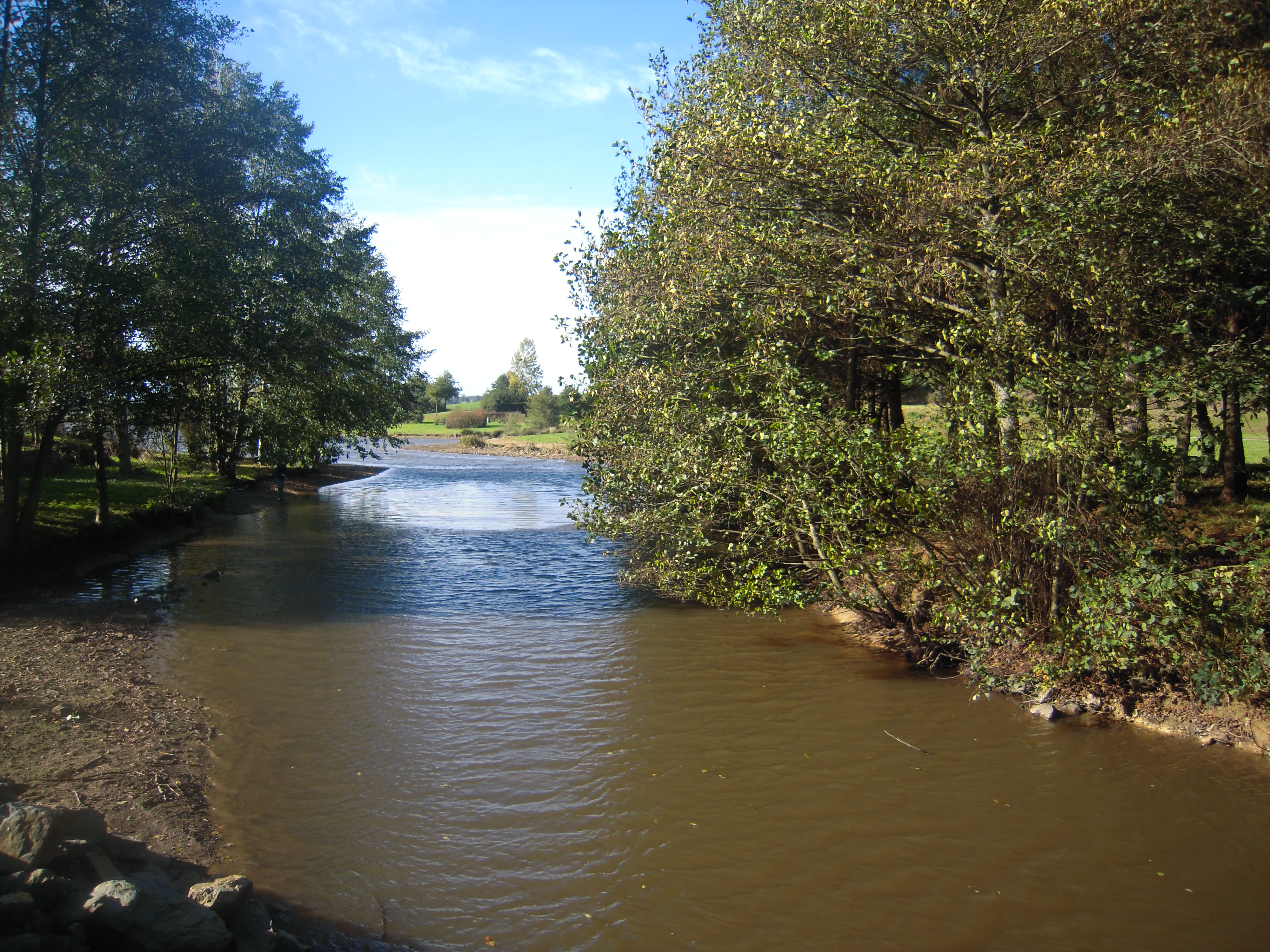
Der Fluss Pérouse

- Kapelle Pérouse
- Kriegerdenkmal

- Kirche Saint-Pierre et Saint-Paul
- La Chapelle de Pérouse
- Mairie Montreuil-sous-Pérouse
- Der Fluss Pérouse